# Donji Ranković
Donji Ranković (cyr. Доњи Ранковић) – wieś w Bośni i Hercegowinie, w Republice Serbskiej, w gminie Teslić. W 2013 roku liczyła 910 mieszkańców.